# Cribrorioxa perforata
Cribrorioxa perforata är en tvåvingeart som beskrevs av Erich Martin Hering 1952. Cribrorioxa perforata ingår i släktet Cribrorioxa och familjen borrflugor. Inga underarter finns listade i Catalogue of Life.